# Dick Turpins fantastiska äventyr
Dick Turpins fantastiska äventyr (alternativt bara Dick Turpin) är en spansk äventyrsfilm från 1974, med Cihangir Ghaffari i huvudrollen och är regisserad av Fernando Merino. Filmen baserar på legenden om den engelske stråtrövaren Dick Turpin, och filmscenografin skapades av art director Adolfo Cofiño. Filmen släpptes på svensk VHS i februari 1981, och hade då inte haft någon svensk biopremiär.

## Handling
Dick Turpin och hans stråtrövargäng ser en chans att roffa åt sig av grevens höjda skattepengar inför ett bröllop.

## Rollista (i urval)
- Cihangir Ghaffari – Dick Turpin
- Inés Moralis – Isabel
- Sancho Gracia – Richard
- Manuel Zarzo – Brassier
- Rafael Hernández – Peter